# 約瑟夫·瓦夫魯謝克
約瑟夫·瓦夫魯謝克（捷克語：Josef Vavroušek，1944年9月15日—1995年3月18日）是一位捷克环保主义人士、科学家和政治家。 

## 简介
約瑟夫·瓦夫魯謝克于1975年在布拉格捷克理工大学获得博士学位，此后十五年间一直从事控制論、一般系統理論、科学学和人類環境，專攻人類宏觀生態學和環境政策研究。期间，他是捷克斯洛伐克科學院生物學會生態分會執行機構的成員。1988年，他参与成立了独立知识分子圈（Circle of Independent Intelligentsia），是罗马俱乐部成员，协助翻译了《增长的极限》。他也是公民论坛的创始人之一。
1989年，瓦夫魯謝克是捷克斯洛伐克天鵝絨革命的領導人之一。1990年4月，他成為國家科學技術發展委員會副主席（負責環境），然後在1990年6月，他成為捷克斯洛伐克聯邦政府的第一位（也是最後一位）環境部長。瓦夫魯謝克正是在任职期间提議並組織了第一次泛歐環境部長會議。 
作為環境部長，他率領捷克斯洛伐克代表團參加了1992年的里約地球高峰會，但隨後的政治變化和國家分裂使他的部長生涯提前結束。重返科學領域後，他加入了查理大學應用生態學研究所，隨後創立並成為可持續生活協會並擔任主席。瓦夫魯謝克對歐洲環境合作的貢獻是將跨學科的經驗和對人類系統和環境如何運作的理解帶入新歐洲誕生時的主流政治用語中，並強調人類價值觀和環境倫理在探索中的重要性追求可持續的生活方式。
1995年3月18日，瓦夫魯謝克和他的女兒在斯洛伐克的Roháče山脈徒步旅行時被雪崩擊斃。查理大学社会科学学院为此自1996年始设有約瑟夫·瓦夫魯謝克奖，授予在环境科学、社会科学和人文科学方面取得卓越成就的学位论文。

## 传记
- Vavroušek, J. (1993). Perspektivy lidských hodnot slučitelných s trvale udržitelným způsobem života. In P. Nováček & J. Vavroušek (Eds), Lidské hodnoty a trvale udržitelný způsob života: Sborník přednášek (pp. 91–100). Olomouc, Czech Republic: Vydavatelství Univerzity Palackého.